# Fannia abrupta
Fannia abrupta is een vliegensoort uit de familie van de Fanniidae. De wetenschappelijke naam van de soort is voor het eerst geldig gepubliceerd in 1924 door Malloch.